# Yusuf Pacha Berkofçali
Ne doit pas être confondu avec Cigalazade Yusuf Sinan Pacha, Yusuf Pacha Karamanli, Yusuf Pacha (Salonique) ou Yusuf Pacha (Patras).
Yussuf Pacha ou Jusuf Pacha Perkoftsali (Perkoftsales), est un homme de guerre ottoman du XIXe siècle.

## Biographie
Il était surnommé Perkoftsali ou Berkoftsali par les Grecs car il était un notable de Berkovitsa, en Bulgarie actuelle.
Alors qu'il occupait le poste de pacha d'Ibrail, il participa à la répression de la révolution de 1821 en Moldavie et Valachie, reprenant Galați le 14 mai puis Iași le 27 juin. Il fut ensuite gouverneur de Babadag.
Lors de la Guerre d'indépendance de la Grèce (1821-1828), ses troupes rejoignent celles de Négrepont et de Carystos. Il participa à plusieurs campagnes en Thessalie et en Grèce Centrale et fut nommé serasker (général en chef) en janvier 1823. Il fut limogé à l'automne en raison de ses échecs, mais pardonné grâce à l'intervention d'Ebulubud Pacha.
Il mourut en 1826 alors qu'il était pacha de Sofia.
Jules Verne le mentionne sous le nom « Joussouff Pacha » dans le chapitre XI de son roman L'Archipel en feu.